# Alvin Alcorn
Alvin Elmore Alcorn (* 7. September 1912 in New Orleans, Louisiana; † 17. Juli 2003 ebenda) war ein US-amerikanischer Trompeter des New Orleans Jazz.

## Leben
Alvin Alcorn wuchs in einer musikalischen Familie auf, die Kontakte zu Bandleadern wie George Alfred McCullum Sr. (1884/85–1920) und Henry Allen senior (1877–1952) und zu deren Söhnen George McCullum Jr. (1906–1938) und Henry „Red“ Allen (1908–1967) hatte; sein Bruder Oliver (1910–1981) spielte Klarinette und Saxophon.
Alcorns Karriere begann Ende der 1920er Jahre in den Orchestern von Armand Piron, Henry Allen Sr., der Excelsior Brass Band und bei Captain John Handy. Mit der Band von Clarence Desdune tourte er erstmals außerhalb New Orleans’. 1932 ging er nach San Antonio, wo er bis 1939 als Erster Trompeter in Don Alberts Orchester engagiert war. Er spielte dann bis zu seinem Militärdienst wieder in New Orleans, hauptsächlich bei Sidney Desvigne; danach, Anfang der 1950er bei Oscar „Papa“ Celestin. 1953 nahm er mit Raymond Burke auf. 1954 ging er nach Los Angeles zu Kid Ory, mit dessen Orchester hatte er 1955 einen Gastauftritt in dem Film Die Benny Goodman Story und war 1956 auf Europa-Tournee.
Ende der 1950er Jahre kehrte Alcorn wieder nach New Orleans zurück; er spielte in der Bourbon Street u. a. mit George Lewis (1958, 1965–1968), Paul Barbarin (1959), Albert „Papa“ French (1962–1964) und Louis Cottrell junior (erste Hälfte der 1970er Jahre) oder mit eigenen Formationen.

Ebenfalls Ende der 1950er Jahre wurde er Vizepräsident der lokalen Gewerkschaft für afroamerikanische Musiker.
Gastspielreisen führten ihn noch mehrere Male nach Europa, z. B. 1966 mit Keith Smiths New Orleans All Stars, 1974 mit Ricardo’s Jazzmen, 1976 mit Mike Casimir, 1978 mit Chris Barber.
In dem 1973er James-Bond-Film Live and Let Die ist Alcorn mit der Olympia Brass Band in einem Gastauftritt zu sehen und spielt zudem eine Nebenrolle.
In den 1980er Jahren trat er in einem Trio unter seiner Leitung im Restaurant Commander’s Palace im New Orleanser Garden District auf.
Alcorn war seit 1931 mit Lulsbia Joseph verheiratet. Aus der Ehe gingen fünf Töchter und zwei Söhne hervor.